# Nedim Buza
Nedim Buza (* 10. Mai 1995 in Visoko) ist ein bosnisch-herzegowinischer Basketballspieler. Er spielt als Small Forward beim belgischen Telenet Oostende.

## Erfolge

### Club
- Belgischer Basketball-Cup Meister (2016)

### Nationalmannschaft
- FIBA Europameisterschaft U-20 B-Division 2014 Gold